# Akustischer Strahlungswiderstand
Der Akustische Strahlungswiderstand beschreibt das Verhältnis von Kraft (oder Druck) und Schnelle von Teilchen auf einer gedachten oder tatsächlich vorhandenen Oberfläche. Der Begriff ist wesentlich für die Ermittlung des Energieflusses und damit auch des Wirkungsgrades bei akustischen Strahlungsvorgängen.

## Beispiele
Der Strahlungswiderstand an einem Hornmund kann berechnet werden, ebenso seine Transformation hin zum Hornhals. Dies ist wesentlich für die Hornberechnung. Die abstrahlende Fläche ist nur gedacht, am Hornmund befindet sich keine Membran.
Eine konphas schwingende Membran in einer unendlichen Schallwand wird durch den Strahlungswiderstand belastet. Dies ist die Berechnungsgrundlage für jeden dynamischen Lautsprecher.